# Esteban Chartrand
Esteban Chartrand (Limonar, 1840-Estados Unidos, 1883) fue un pintor paisajista cubano.

## Biografía

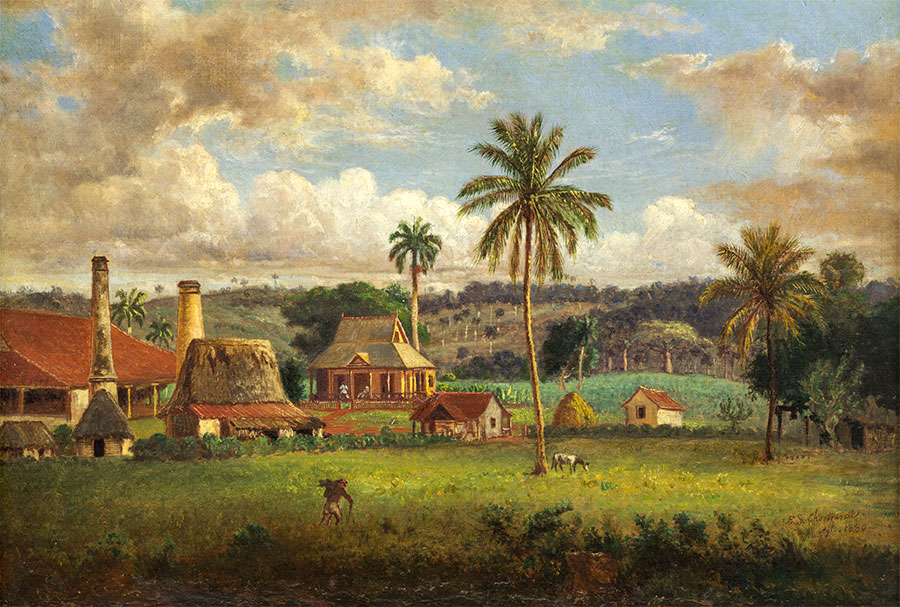
Batey (1880), Óleo sobre lienzo 28.5 x 41 cm Museo Nacional de Bellas artes de Cuba

Nacido el 11 de octubre de 1840 en Matanzas, era hijo de franceses. Residente en el municipio matancero de Limonar, cultivó la pintura de paisajes, representando parajes de Matanzas, la isla de Pinos, San Diego, Jaruco, los alrededores de La Habana y otros lugares de la isla de Cuba. Según una opinión recogida por José María Gálvez, «entre  todos los paisajistas que hemos conocido en Cuba, nacionales y extranjeros, ninguno ha interpretado con tanta verdad como Estéban Chartrand nuestra espléndida naturaleza tropical». Falleció en los Estados Unidos el 26 de enero de 1883.